# Миљијаручи-Сервиљијани (Мачерата)
Миљијаручи-Сервиљијани (итал. Migliarucci-Servigliani) насеље је у Италији у округу Мачерата, региону Марке.
Према процени из 2011. у насељу је живело 29 становника. Насеље се налази на надморској висини од 544 м.